# اقالایا کوال
اقالایا کوال (به انگلیسی: Aghalaya Kaval) یک منطقهٔ مسکونی در هند است که در کارناتاکا واقع شده‌است.